# Temporada 1980 del Campeonato del Mundo de Motociclismo
La temporada de 1980 del Campeonato del Mundo de Motociclismo fue la 32.ª edición del Campeonato Mundial de Motociclismo.

## Desarrollo y resultados
El estadounidense de Yamaha Kenny Roberts consiguió la tercera victoria consecutiva de 500cc en una temporada que se acortó por las cancelaciones de los Gran Premios de Venezuela y Austria. Randy Mamola se hizo cargo de Suzuki de Barry Sheene.  Kawasaki regresó a la clase de 500 cc con monocasco, moto de cuatro cilindros para Kork Ballington. Honda siguió con su exótico cuatro tiempos NR500 pero comenzó a darse cuenta de que estaba en desventaja contra sus constrincantes de dos tiempos.
Solo hubo seis rondas en la categoría de 350 cc que vieron a Jon Ekerold de Sudáfrica, un verdadero privado, conquistando el campeonato en contra de la fábrica de Kawasaki Anton Mang. Mang cogería la corona de 250cc del campeón defensor Ballington mientras que Pier Paolo Bianchi ganó el título de 125cc. Eugenio Lazzarini ganó una dura batalla contra el suizo Stefan Dörflinger para ganar el campeonato de 50 cc por solo 2 puntos de diferencia.

## Calendario y resultados
| Ronda | Fecha        | Gran Premio                     | Circuito                 | Ganador 50cc      | Ganador 125cc      | Ganador 250cc   | Ganador 350cc  | Ganador 500cc     |
| ----- | ------------ | ------------------------------- | ------------------------ | ----------------- | ------------------ | --------------- | -------------- | ----------------- |
| 1     | 11 de mayo   | Gran Premio de las Naciones     | Misano                   | Eugenio Lazzarini | Pier Paolo Bianchi | Anton Mang      | Johnny Cecotto | Kenny Roberts     |
| 2     | 18 de mayo   | Gran Premio de España           | Jarama                   | Eugenio Lazzarini | Pier Paolo Bianchi | Kork Ballington |                | Kenny Roberts     |
| 3     | 25 de mayo   | Gran Premio de Francia          | Paul Ricard              |                   | Ángel Nieto        | Kork Ballington | Jon Ekerold    | Kenny Roberts     |
| 4     | 15 de junio  | Gran Premio de Yugoslavia       | Rijeka                   | Ricardo Tormo     | Guy Bertin         | Anton Mang      |                |                   |
| 5     | 28 de junio  | Gran Premio de los Países Bajos | Assen                    | Ricardo Tormo     | Ángel Nieto        | Carlos Lavado   | Jon Ekerold    | Jack Middelburg   |
| 6     | 6 de julio   | Gran Premio de Bélgica          | Zolder                   | Stefan Dörflinger | Ángel Nieto        | Anton Mang      |                | Randy Mamola      |
| 7     | 27 de julio  | Gran Premio de Finlandia        | Imatra                   |                   | Ángel Nieto        | Kork Ballington |                | Wil Hartog        |
| 8     | 10 de agosto | Gran Premio de Gran Bretaña     | Silverstone              |                   | Loris Reggiani     | Kork Ballington | Anton Mang     | Randy Mamola      |
| 9     | 17 de agosto | Gran Premio de Checoslovaquia   | Brno Circuit             |                   | Guy Bertin         | Anton Mang      | Anton Mang     |                   |
| 10    | 24 de agosto | Gran Premio de Alemania         | Nürburgring-Nordschleife | Stefan Dörflinger | Guy Bertin         | Kork Ballington | Jon Ekerold    | Marco Lucchinelli |